# Mick Cocks
Michael Thomas "Mick" Cocks (Sydney, 11 de janeiro de 1955 - Sydney, 22 de dezembro de 2009) foi um músico australiano, mais conhecido por ser guitarrista do Rose Tattoo.